# The Prisoners
The Prisoners est un groupe de la scène mod britannique, originaire de Chatham, dans le Kent, en Angleterre.

## Biographie
Le groupe est formé en 1980 à Chatham. Sa formation comprend Graham Day (chant, guitare), James Taylor (chant, orgue Hammond), Allan Crockford (basse) et Johnny Symons (batterie).
Leur style musical garage rock influencé par le psychédélisme leur permet de se faire connaitre en Europe. Ils font quelques tournées en compagnie de Thee Milkshakes, dans lequel officiait Billy Childish à la guitare et au chant. Le son des Prisoners offre un mélange original et performant de mélodies des années 1960, de guitares saturées comme celles des punks et d'une façon de chanter très proche de celle de Steve Marriott. L'orgue Hammond venait apporter une touche rétro à cette musique. Les Prisoners n'ont jamais connu un véritable succès commercial ; mais sont souvent cités par des gens également issus de la scène mod comme Paul Weller de the Jam ou les musiciens de the Charlatans.
Ils réalisent un album, A Taste of Pink, publié en 1982,, coproduit avec le label Big Beat Records, puis signent un contrat en 1985 avec le label Acid Jazz avant de sortir un dernier album, In From the Cold, en 1986 avec Stiff Records.

## Post-séparation
Après la séparation du groupe, James Taylor fonde le James taylors Quartet avec son frère à la guitare et Allan, son comparse des Prisoners, à la basse ils sortent plusieurs albums accompagnés par Wolf Howard à la batterie. James Taylor prenant une orientation beaucoup plus démonstrative et technique de la musique, Wolf et Allan sont évincés au profit de musiciens ayant une formation jazzy.
Graham Day partit fonder the Gift Horses avec Fay Hallam (Making Time), Martin Blunt et Jon Brookes (futur Charlatans mais le projet s'arrête rapidement et il est rejoint par Allan et Wolf du JTQ. Ils sortent trois albums sous le nom de Primes Movers, rejoints à partir du deuxième par Fay Hallam. En 1993, le groupe se sépare et les Prisoners se reforment brièvement puis Graham monte Planet pour un album sur le label Acid Jazz avant de retrouver ses comparses Allan et Wolf sur the SolarFlares. Suivra Graham Day and the Goalers et Graham and the Forefathers.

## Discographie

### Albums studio
- 1982 : A Taste of Pink!
- 1983 : TheWiserMiserDemelza
- 1985 : The Last Fourfathers
- 1986 : In From the Cold
- 2024 : Morning Star

### Compilations
- 1985 : The Revenge of the Prisoners
- 1988 : Rare and Unissued
- 2004 : Hurricane: The Best of the Prisoners

### Singles
- 1983 : Hurricane
- 1983 : There's a Time
- 1986 : Whenever I'm Gone
- 1997 : Shine on Me